# Sami Väisänen
Sami Väisänen (Oulu, 9 mei 1973) is een voormalig voetballer uit Finland, die speelde als middenvelder gedurende zijn carrière. Hij beëindigde zijn actieve loopbaan in 2002 bij de Finse club FC Hämeenlinna. Väisänen kwam verder uit voor OTP Oulu, FC Haka, MyPa-47 Anjalankoski en FC Lahti.

## Interlandcarrière
Väisänen kwam in totaal zeven keer (nul doelpunten) uit in de nationale ploeg van Finland. Onder leiding van bondscoach Jukka Ikäläinen maakte hij zijn debuut op 4 oktober 1995 in de vriendschappelijke thuiswedstrijd tegen Turkije (0–0) in Helsinki, net als Sami Mahlio (MyPa) en Jari Jäväjä (VPA Vaasa). Hij viel in dat duel na 59 minuten in voor Antti Heinola.

## Erelijst
FC Haka
- Fins landskampioen

1995
- Suomen Cup

1997